# Route nationale 403c
La route nationale 403c ou RN 403c était une route nationale française allant de Thiaumont (commune de Fleury-devant-Douaumont) au carrefour des RN 403 et RN 403b par l'Ossuaire de Douaumont. À la suite de la réforme de 1972, elle a été déclassée en RD 913c.